# 朱建平 (1965年)
朱建平（1965年10月—），男，湖南宁乡人，中国政治人物，曾任国家公务员局局长、中华全国总工会副主席。

## 生平
1986年9月毕业于湘潭大学经济系。1989年7月毕业于中国人民大学经济学系政治经济学专业，同年进入中央人事部工作，曾任人事部工资福利与离退休司副司长、司长，人力资源和社会保障部工资福利司司长。1989年11月至1990年7月，在武汉钢铁公司基层锻炼。1998年8月，援藏任西藏自治区人事厅工资福利与保险处处长。2000年8月，任西藏自治区人事厅副厅长。2016年10月28日，任国家公务员局副局长。2022年7月25日，任国家公务员局局长。
2023年2月12日，朱建平被国务院免去局长职务，改任中华全国总工会党组成员。2023年2月14日，朱建平在中华全国总工会第十七届执行委员会第七次全体会议当选副主席，并在中华全国总工会第十七届执行委员会主席团第十五次全体会议上，被推选为主席团书记处书记。